# Anisogamodes flavipunctatus
Anisogamodes flavipunctatus là một loài Trichoptera trong họ Limnephilidae. Chúng phân bố ở miền Cổ bắc.